# Susauna

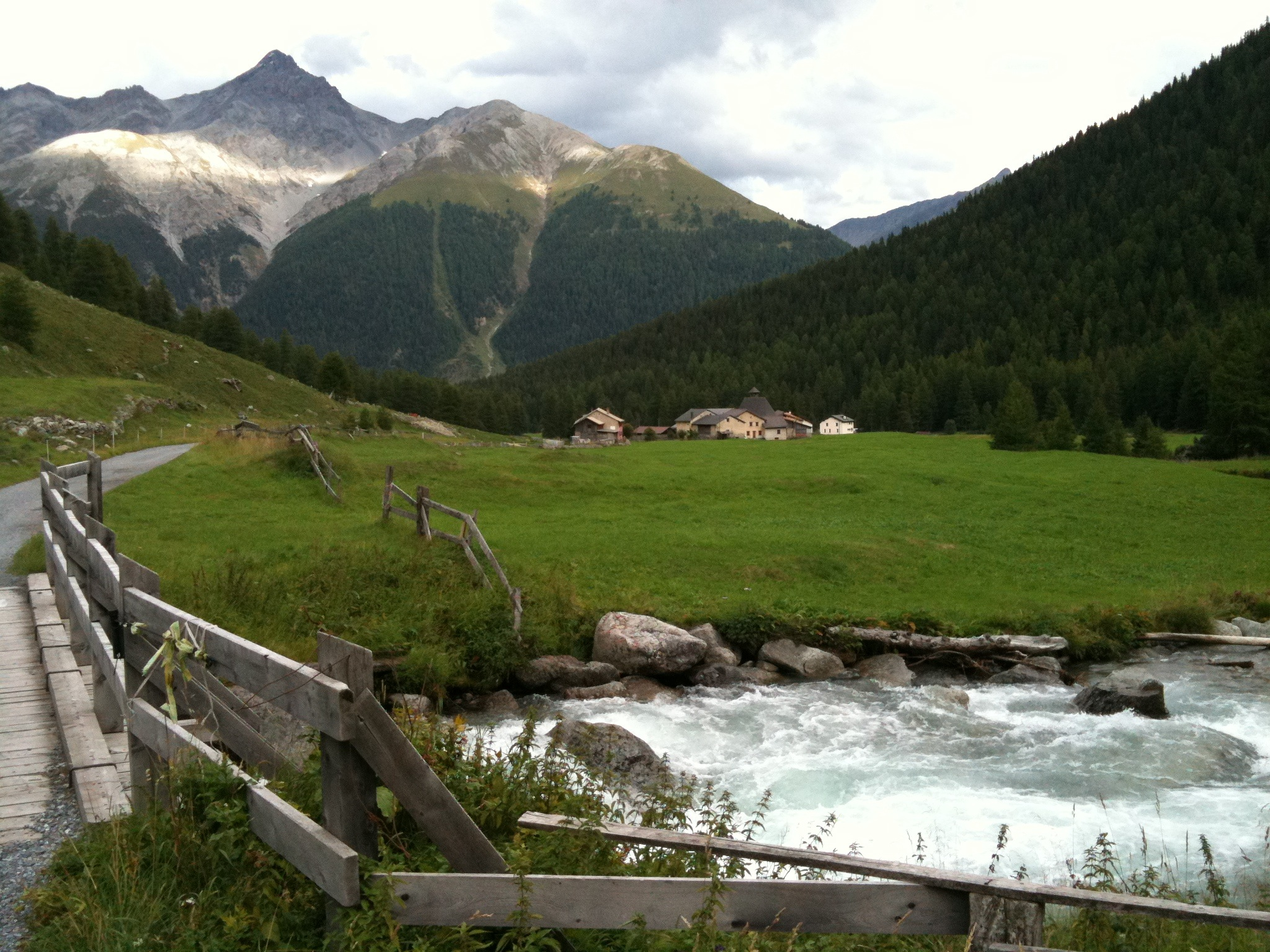
Susauna

Susauna ([zuˈzɛːmɐ]ⓘ) ist eine Fraktion der Gemeinde S-chanf im Oberengadin. Der Weiler liegt 2 km in nordwestlicher Richtung von Chapella entfernt am Eingang zum Val Susauna am Bach Vallember. In der Temporärsiedlung wohnen den Sommer über etwa 20 Personen, die mehrheitlich den rätoromanischen Dialekt Puter sprechen und überwiegend reformierter Konfession sind.
Das Dorf besitzt neben einem Restaurant eine denkmalgeschützte reformierte Kirche und ist Etappenort des Jakobswegs Graubünden sowie der Via Valtellina.

## Geschichte
Der Weiler Susauna, der 1285 und 1521 in den Formen Sauzana bzw. Zuzauna erwähnt wurde und später Sulsana hieß, lag an der Route über den Scalettapass nach Davos, die vor dem Ausbau der Albula- (1865) und Flüelastrasse (1867) wichtig für den Saumverkehr war. Das schmucklose Kirchlein stammt von 1696. 1773 bis 1779 verfügte Susauna über eigene Pfarrer (Curdin Jachen Riola); Tote wurden in Chapella begraben. Infolge der Erweiterung des Flabschiesssektors wurden die Bauernhöfe an den Eingang des Tals verlegt und der alte Weiler entwickelte sich zu einer Temporärsiedlung (Sommerdorf).
Im Haus Nr. 14 (ehemals 210) befand sich die erste Jugendherberge der Schweiz. Bewirtschaftet wurde die Jugendherberge von den Geschwistern Maria Cathrina Camichel Parin und Gian Andrea Parin. Für die Gäste gab es Mahlzeiten in der Wohnstube. Die Matratzen für die Gäste lagen im angrenzenden Heustall, unter dem die Kühe die Nacht verbrachten.

## Varia
1856 wurde in Susauna durch den Bärenjäger Jachen Küng einer der damals letzten Bartgeier der Schweiz gefangen.

## Trivia
Laut Gästebuch gehörten Led Zeppelin im Juni 1989 zu den Gästen der Jugendherberge im Haus Nr. 14 (ehemals 210).

## Galerie

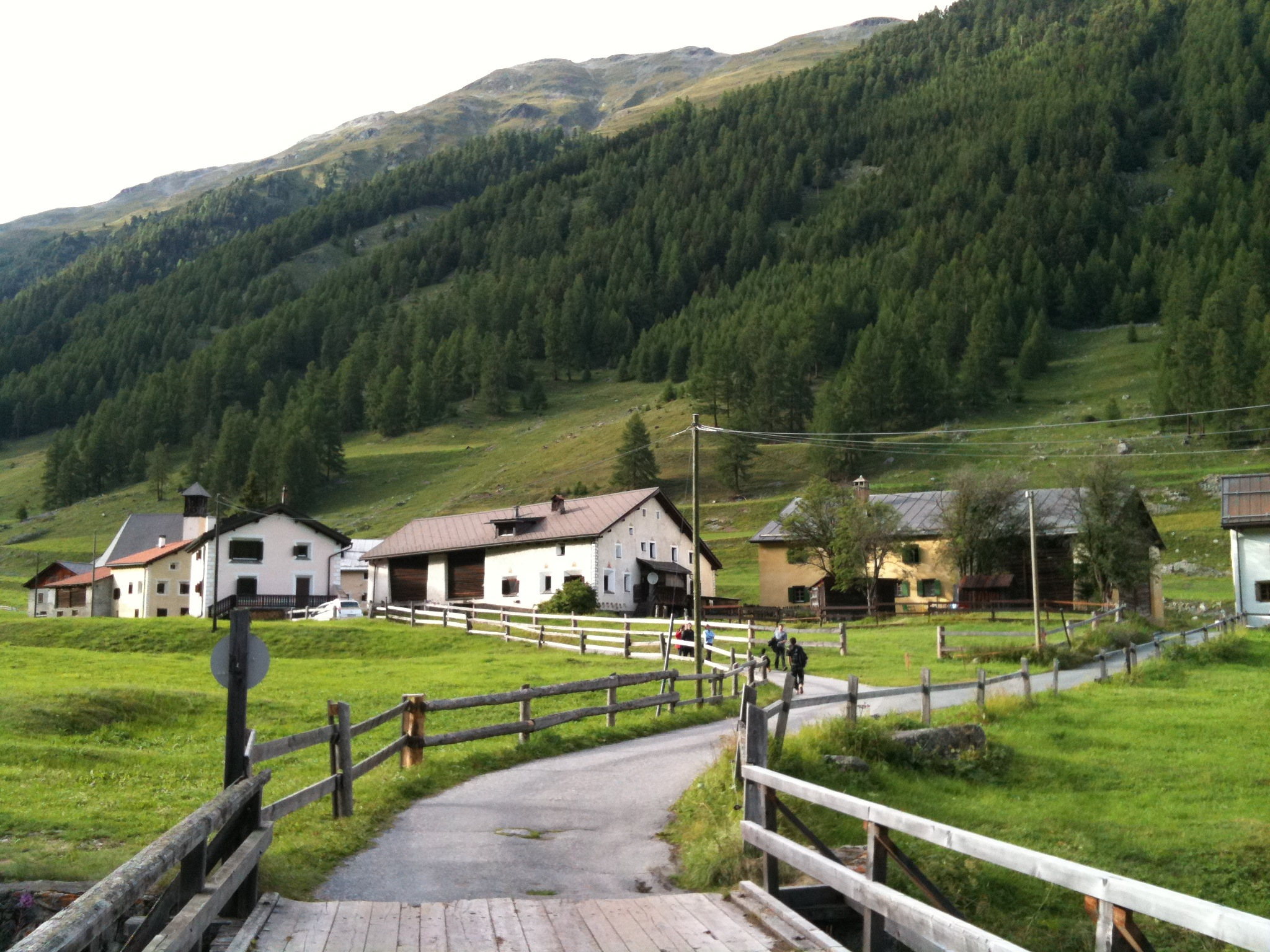
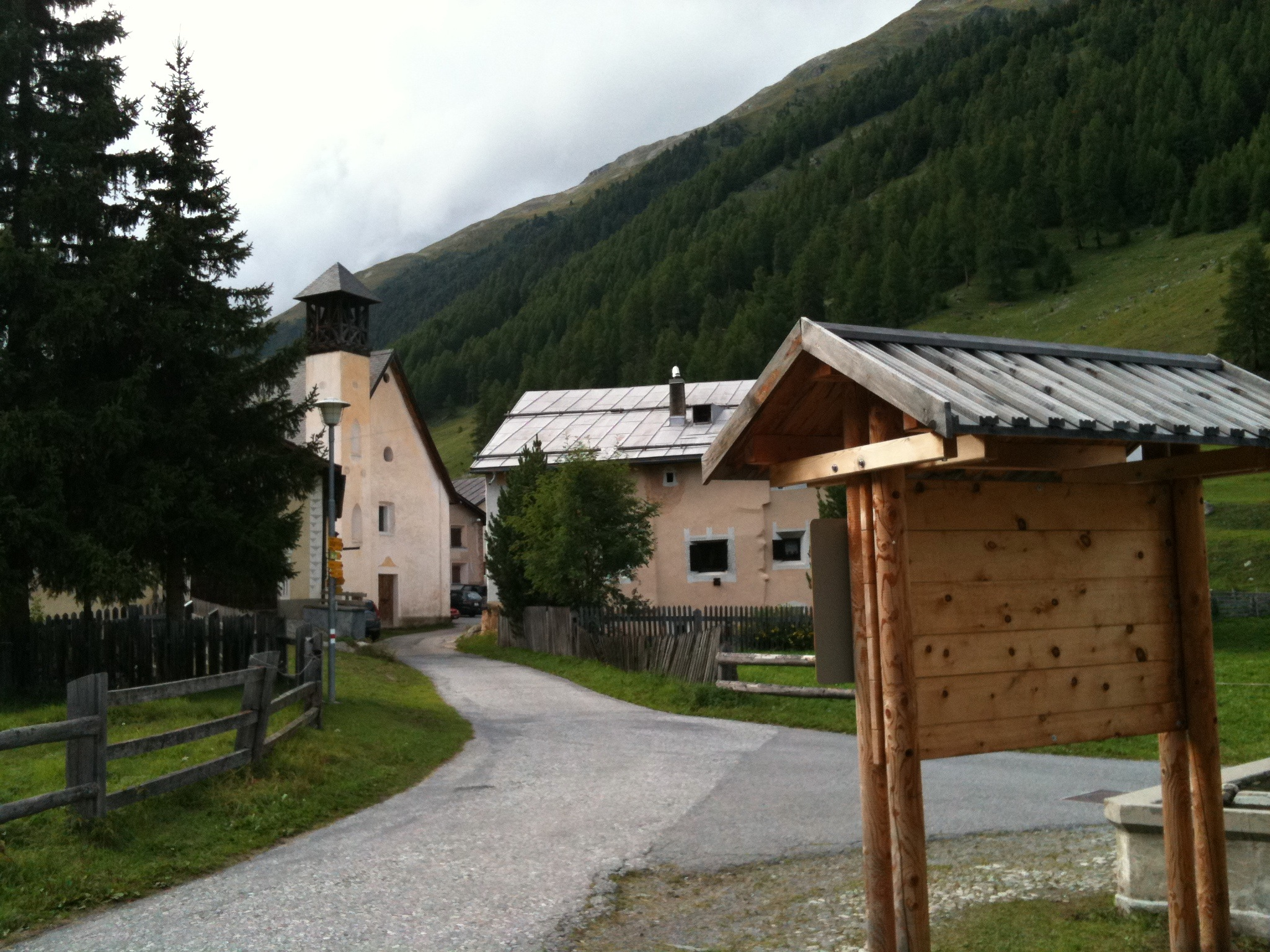